# Ann-Margret
Ann-Margret Olsson, nota semplicemente come Ann-Margret (Valsjöbyn, 28 aprile 1941), è un'attrice e cantante svedese naturalizzata statunitense, candidata due volte al Premio Oscar (nel 1972 per Conoscenza carnale e nel 1976 per Tommy).

## Biografia

### Gli inizi e i primi successi
Nata in un piccolo villaggio svedese da Anna Regina Aronsson e Carl Gustav Olsson, operaio di una compagnia elettrica, all'età di cinque anni emigra con la famiglia negli Stati Uniti, ottenendone la cittadinanza nel 1949. Cresce a Wilmette, in Illinois, e frequenta le scuole medie superiori a Winnetka. Ancora molto giovane, la Margret si fa conoscere a Las Vegas come cantante, al fianco di George Burns, che scrive le note di copertina del suo primo album, uscito per la RCA, che fa seguito al singolo I Just Don't Understand, impostosi nelle classifiche americane nel 1961. Partecipa inoltre allo spettacolo televisivo del comico Jack Benny.

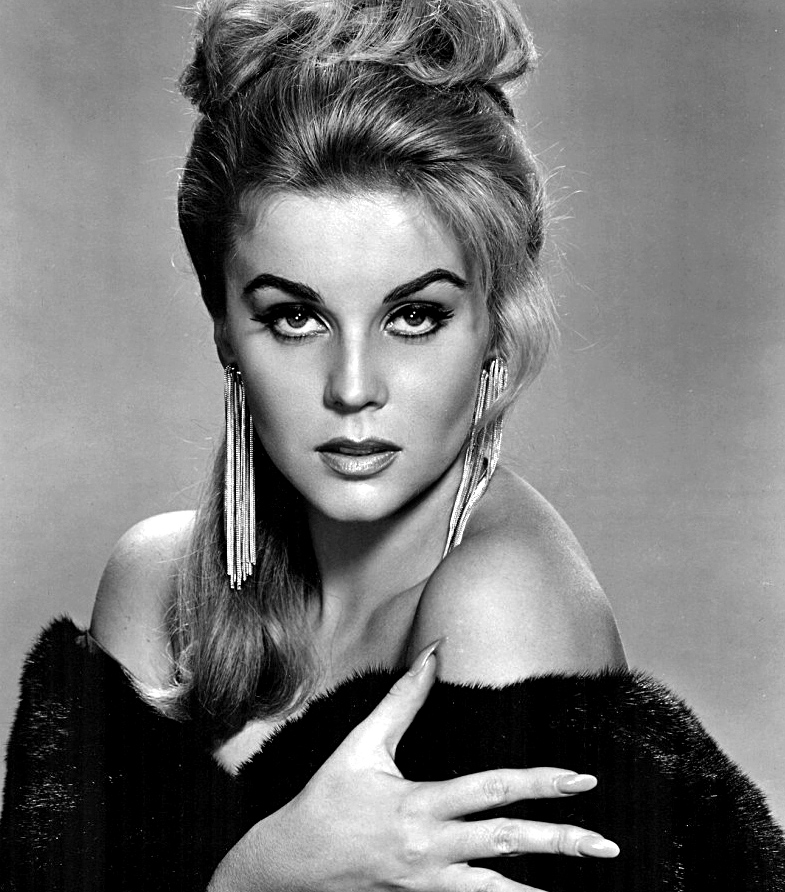
Ann-Margret da giovane in uno scatto pubblicitario

Nel 1961 debutta sul grande schermo con la regia di Frank Capra, interpretando la figlia di Bette Davis nel film Angeli con la pistola, remake di Signora per un giorno diretto dallo stesso Capra nel 1933. La pellicola, nella quale l'attrice ha anche l'occasione di cantare, ottiene un notevole successo, e le consente di proseguire la carriera alternando l'attività di cantante e show girl a quella di attrice, comparendo in diverse commedie e film musicali di successo, come Alla fiera per un marito (1962) di José Ferrer, Ciao, ciao Birdie (1963) di George Sidney, Mentre Adamo dorme (1964) di Jean Negulesco, Viva Las Vegas (1964) di George Sidney, al fianco di Elvis Presley (di cui fu probabilmente la migliore partner sul grande schermo), La ragazza yè yè (1966) ancora di George Sidney (ove curiosamente interpreta un personaggio con il suo stesso vero cognome, Olsson) e La ragazza made in Paris (1966) di Boris Sagal.
Apprezzata da produttori e registi per il suo fascino e la vivace personalità, lnizia a mostrare anche una certa versatilità di interprete recitando in pellicole di altro genere, come in La gatta con la frusta (1964) di Douglas Heyes, L'ultimo omicidio (1965) di Ralph Nelson, in coppia con Alain Delon, Cincinnati Kid (1965) di Norman Jewison, ove recita accanto a Steve McQueen, Matt Helm... non perdona! (1966) di Henry Levin, al fianco di Dean Martin, e I 9 di Dryfork City (1966) di Gordon Douglas, rifacimento del celebre Ombre rosse (1939) di John Ford, in cui interpreta il personaggio (originariamente di Claire Trevor) di una passeggera della diligenza assalita dagli indiani.

### La parentesi in Italia (1966-1969)
Intorno alla metà degli anni sessanta, allorché il filone dei film musicali a Hollywood tende rapidamente a esaurirsi, subentrando a Catherine Spaak e Mia Farrow accetta una proposta del regista italiano Dino Risi, che la vuole accanto a Vittorio Gassman e Eleanor Parker nel film Il tigre (1967), pellicola scarsamente apprezzata negli Stati Uniti ma che le conferì grande popolarità in Italia. Nel 1966, durante la lavorazione di quel film, si trasferisce a Roma, ove vivrà pressoché stabilmente nei successivi tre anni e dove gira altre pellicole di minore valore artistico e commerciale, che però contribuiscono alla sua maturazione professionale: sempre con Risi e Gassman recita ne Il profeta (1968), quindi in Sette uomini e un cervello (1968), diretto e interpretato da Rossano Brazzi, e in Rebus (1968) di Nino Zanchin, quest'ultimo girato a Beirut oltre che a Roma, accanto a Laurence Harvey. Nell'autunno del 1969 farà definitivo rientro negli Stati Uniti per interpretare, insieme a Anthony Quinn, R.P.M. (1970) di Stanley Kramer, film che ottiene un modesto successo di pubblico e di critica, ma che contribuisce a rilanciare l'attrice nel mercato cinematografico americano dopo la parentesi europea.

### Anni settanta
Dopo il modesto Quattro sporchi bastardi (1970) di Seymour Robbie, nel 1971 ha la grande occasione quando interpreta al fianco di Jack Nicholson e Art Garfunkel il film Conoscenza carnale, diretto da Mike Nichols, che viene accolto trionfalmente dalla critica. L'intensa interpretazione del personaggio di Bobbie, che esprime con finezza e profondità i sentimenti di un'amante disillusa, le consente di vincere il suo primo Golden Globe e di ottenere la prima delle sue due candidature al Premio Oscar. Negli anni successivi gira molti lungometraggi, pur di diseguale valore, come Funerale a Los Angeles (1972) di Jacques Deray e il western Quel maledetto colpo al Rio Grande Express (1973) di Burt Kennedy, ove ha come partner John Wayne e Rod Taylor. Ma è il musical Tommy (1975), di produzione britannica, a consegnare Ann-Margret alla storia del cinema.
Nel 1975, ha il ruolo della madre del protagonista in Tommy, trasposizione cinematografica dell'omonima rock opera della band The Who, diretto dal regista inglese Ken Russell; per la parte vince un altro Golden Globe, il secondo della sua carriera, e ottiene la seconda candidatura all'Oscar. Nel 1976 Claude Chabrol la vuole come protagonista, al fianco di Bruce Dern, nel suo film Pazzi borghesi. L'anno successivo appare in Joseph Andrews di Tony Richardson, con Peter Firth, e nel 1978 in Magic - Magia di Richard Attenborough, accanto a Anthony Hopkins. Torna al genere brillante/parodistico con Io, Beau Geste e la legione straniera (1977) di Marty Feldman, A proposito di omicidi... (1978) di Robert Moore e Jack del Cactus (1979) di Hal Needham, accanto a Kirk Douglas e Arnold Schwarzenegger.

### Anni ottanta
Seguiranno, agli inizi degli anni ottanta, alcuni lungometraggi particolarmente apprezzati dalla critica, quali Quel giardino di aranci fatti in casa (1982) di Herbert Ross, accanto a Walter Matthau, e soprattutto Prigioniero del passato (1982) di Alan Bridges, film interpretato anche da Julie Christie, Alan Bates e Glenda Jackson, e presentato in concorso al Festival di Cannes, in cui l'attrice interpreta l'affettuosa cugina di un ufficiale inglese colto da amnesia. Di questi anni sono anche Cercando di uscire (1982) di Hal Ashby, Due volte nella vita (1985) di Bud Yorkin, 52 gioca o muori (1986) di John Frankenheimer, ove il suo personaggio venne appositamente modificato e ampliato rispetto alla sceneggiatura originale, e Cambiar vita (1988) di Alan Alda.
Intorno alla metà degli anni ottanta Ann-Margret interpreta una serie di film per il piccolo schermo, come Chi amerà i miei bambini? (1983) di John Erman, A Streetcar Named Desire (1984), dall'omonima opera teatrale di Tennessee Williams, e la miniserie televisiva Le due signore Grenville (1987), che vengono tutti accolti favorevolmente dalla critica. 

### Anni novanta
In seguito appare in numerose altre produzioni televisive, fra cui Queen (1993), Rossella (1994), Following Her Heart (1994), diretta dall'attrice Lee Grant, Four Corners (1998) e Il tocco di un angelo (2000).
Negli anni novanta torna al cinema con alcune interpretazioni in film brillanti, come Due irresistibili brontoloni (1993) di Donald Petrie, al fianco di Walter Matthau e Jack Lemmon, e nel sequel That's Amore - Due improbabili seduttori (1995) di Howard Deutch, con gli stessi attori e la partecipazione di Sophia Loren; in entrambi i film la Margret interpreta il personaggio di Ariel Gustafson, artista di mezza età di origine svedese naturalizzata americana. Nel 1994 pubblica un'autobiografia, scritta in collaborazione con Todd Gold. Di rilievo, negli anni seguenti, anche le sue partecipazioni alle pellicole Ogni maledetta domenica - Any Given Sunday (1999) di Oliver Stone e The Last Producer (2000) di Burt Reynolds.

### Anni duemila
In questo decennio, ha avuto modo di partecipare a svariati film, come L'amore impossibile di Fisher Willow (2008) di Jodie Markell, Lucky (2011) di Gil Cates Jr. e Insospettabili sospetti (2017) di Zach Braff, quest'ultimo accanto a Morgan Freeman, Michael Caine e Alan Arkin. Nel 2019, appare, in qualità di special guest star, nella serie TV Netflix Happy!.

## Attività di cantante
Dal 1961, Ann-Margret ha composto varie musiche e cantato diverse canzoni, affiancando anche grandi cantanti come Michael Jackson, Mariah Carey, Elvis Presley e molti altri.

## Vita privata
Sposatasi l'8 maggio 1967 con l'attore Roger Smith, negli ultimi anni Ann-Margret ha notevolmente ridotto i suoi ritmi di lavoro a causa dei problemi di salute del marito, affetto da una grave forma di miastenia. Smith è poi deceduto il 4 giugno 2017 a Sherman Oaks. L'attrice non ha avuto figli, ma è matrigna dei tre figli di Smith.

## Citazioni e omaggi
- In alcuni episodi del 1963 della celebre serie televisiva a cartoni animati The Flintstones (noto in Italia anche come Gli antenati) prodotta da Hanna-Barbera compare il personaggio di Ann-Margrock, dichiaratamente ispirato alla figura dell'attrice nel periodo di uscita del suo film di successo Ciao, ciao Birdie, e peraltro doppiato da lei stessa nella versione originale.
- Nel film Full Metal Jacket (1987) di Stanley Kubrick è attesa la presenza di Ann-Margret per un recital sul fronte vietnamita verso la fine del 1967. In realtà, a causa dell'offensiva del Têt (gennaio 1968) e del precipitare della situazione militare americana nella zona, la visita viene apparentemente annullata.
- Per disegnare le fattezze di Mary Jane Watson, fidanzata storica e poi moglie di Peter Parker nei fumetti di Spider-Man, intorno al 1965 il fumettista John Romita Sr. si è basato sul viso e sulla fisicità di Ann-Margret.

## Filmografia

### Cinema
- Angeli con la pistola (Pocketful Of Miracles), regia di Frank Capra (1961)
- Alla fiera per un marito (State Fair), regia di José Ferrer (1962)
- Ciao, ciao Birdie (Bye Bye Birdie), regia di George Sidney (1963)
- Viva Las Vegas, regia di George Sidney (1964)
- La gatta con la frusta (Kitten with a Whip), regia di Douglas Heyes (1964)
- Mentre Adamo dorme (The Pleasure Seekers), regia di Jean Negulesco (1964)
- Febbre sulla città (Bus Riley's Back in Town), regia di Harvey Hart (1965)
- L'ultimo omicidio (Once a Thief), regia di Ralph Nelson (1965)
- Cincinnati Kid (The Cincinnati Kid), regia di Norman Jewison (1965)
- La ragazza made in Paris (Made in Paris), regia di Boris Sagal (1966)
- I 9 di Dryfork City (Stagecoach), regia di Gordon Douglas (1966)
- La ragazza yè yè (The Swinger), regia di George Sidney (1966)
- Matt Helm... non perdona! (Murderers' Row), regia di Henry Levin (1966)
- Il tigre, regia di Dino Risi (1967)
- Il profeta, regia di Dino Risi (1968)
- Sette uomini e un cervello, regia di Rossano Brazzi (1968)
- Rebus, regia di Nino Zanchin (1968)
- R.P.M. Rivoluzione per minuto (R.P.M.), regia di Stanley Kramer (1970)
- Quattro sporchi bastardi  (C.C. & Company), regia di Seymour Robbie (1970)
- Conoscenza carnale (Carnal Knowledge), regia di Mike Nichols (1971)
- Funerale a Los Angeles (Un homme est mort), regia di Jacques Deray (1972)
- Quel maledetto colpo al Rio Grande Express (The Train Robbers), regia di Burt Kennedy (1973)
- Tommy, regia di Ken Russell (1975)
- Pazzi borghesi (Folies Bougeoises), regia di Claude Chabrol (1976)
- Joseph Andrews, regia di Tony Richardson (1977)
- Io, Beau Geste e la legione straniera (The Last Remake of Beau Geste), regia di Marty Feldman (1977)
- A proposito di omicidi... (The Cheap Detective), regia di Robert Moore (1978)
- Magic - Magia (Magic), regia di Richard Attenborough (1978)
- Jack del Cactus (The Villain), regia di Hal Needham (1979)
- La voglia addosso (Middle Age Crazy), regia di John Trent (1980)
- Quel giardino di aranci fatti in casa (I Ought to Be in Pictures), regia di Herbert Ross (1982)
- Prigioniero del passato (The Return of the Soldier), regia di Alan Bridges (1982)
- Cercando di uscire (Lookin' to Get Out), regia di Hal Ashby (1982)
- Due volte nella vita (Twice in a Lifetime), regia di Bud Yorkin (1985)
- 52 - Gioca o muori (52 Pick-Up), regia di John Frankenheimer (1986)
- Tigre reale (A Tiger's Tale), regia di Peter Douglas (1987)
- Cambiar vita (A New Life), regia di Alan Alda (1988)[3]
- Gli strilloni (Newsies), regia di Kenny Ortega (1992)
- Due irresistibili brontoloni (Grumpy Old Men), regia di Donald Petrie (1993)
- That's Amore - Due improbabili seduttori (Grumpier Old Men), regia di Howard Deutch (1995)
- Ogni maledetta domenica - Any Given Sunday (Any Given Sunday), regia di Oliver Stone (1999)
- The Last Producer, regia di Burt Reynolds (2000)
- Interstate 60 (Interstate 60: Episodes of the Road), regia di Bob Gale (2002)
- New York Taxi (Taxi), regia di Tim Story (2004)
- Ti odio, ti lascio, ti... (The Break Up), regia di Peyton Reed (2006)
- Santa Clause è nei guai (The Santa Clause 3: The Escape Clause), regia di Michael Lembeck (2006)
- Memory, regia di Bennett Davlin (2006)
- L'amore impossibile di Fisher Willow (The Loss of a Teardrop Diamond), regia di Jodie Markell (2008)
- All's Faire in Love, regia di Scott Marshall (2009)
- Daddy Sitter (Old Dogs), regia di Walt Becker (2009)
- Lucky, regia di Gil Cates Jr. (2011)
- Insospettabili sospetti (Going in Style), regia di Zach Braff (2017)
- Queen Bees, regia di Michael Lembeck (2021)

### Televisione
- Swing Out, Sweet Land, regia di Stan Harris – film TV (1970)
- Dames at Sea, regia di Walter C. Miller – film TV (1971)
- Chi amerà i miei bambini? (Who Will Love My Children?), regia di John Erman – film TV (1983)
- Un tram che si chiama Desiderio (A Streetcar Named Desire), regia di John Erman – film TV (1984)
- Le due signore Grenville (The Two Mrs. Grenvilles), regia di John Erman – miniserie TV (1987)
- L'ultimo abbraccio (Our Sons), regia di John Erman – film TV (1991)
- Queen, regia di John Erman – miniserie TV (1993)
- Nobody's Children, regia di David Wheatley – film TV (1994)
- Rossella (Scarlett), regia di John Erman – miniserie TV (1994)
- Following Her Heart, regia di Lee Grant – film TV (1994)
- Seduced by Madness: The Diane Borchardt Story, regia di John Patterson – miniserie TV (1996)
- Blue Rodeo, regia di Peter Werner – film TV (1996)
- Pamela Churchill - Una vita tra uomini e politica (Life of the Party: The Pamela Harriman Story), regia di Waris Hussein – film TV (1998)
- Four Corners – serie TV (1998)
- Sulle tracce dell'assassino (Happy Face Murders), regia di Brian Trenchard-Smith – film TV (1999)
- Il tocco di un angelo (Touched by an Angel) – serie TV, 1 episodio (2000)
- Perfect Murder, Perfect Town: JonBenét and the City of Boulder, regia di Lawrence Schiller – film TV (2000)
- Il magico regno delle favole (The 10th Kingdom), regia di David Carson e Herbert Wise – miniserie TV (2000)
- Popular – serie TV, 1 episodio (2000)
- Blonde, regia di Joyce Chopra – miniserie TV (2001)
- A Woman's a Helluva Thing, regia di Karen Leigh Hopkins – film TV (2001)
- Squadra emergenza (Third Watch) – serie TV, 3 episodi (2003)
- Una nuova casa (A Place Called Home), regia di Michael Tuchner – film TV (2004)
- Law & Order - Unità vittime speciali (Law & Order: Special Victims Unit) – serie TV, episodio 11x18 (2010)
- Army Wives - Conflitti del cuore (Army Wives) – serie TV, 1 episodio (2010)
- CSI - Scena del crimine (CSI: Crime Scene Investigation) – serie TV, 1 episodio (2010)
- Ray Donovan – serie TV, 2 episodi (2014)
- Il metodo Kominsky (The Kominsky Method) – serie TV, 2 episodi (2018)
- Happy! – serie TV, 2 episodi (2019)

## Discografia
- And Here She Is ... Ann-Margret (1961)
- On the Way Up (1962)
- The Vivacious One (1962)
- Bachelors' Paradise (1963)
- 3 Great Girls - con Della Reese e Kitty Kallen (1963)
- Beauty and the Beard (1964) (con Al Hirt)
- David Merrick Presents Hits from His Broadway Hits (1964) (con David Merrick)
- Songs from The Swinger (and Other Swingin' Songs) (1966)
- The Cowboy and the Lady (1969) (con Lee Hazlewood)
- Ann-Margret (1980)
- God Is Love: The Gospel Sessions (2001)
- Ann-Margret's Christmas Carol Collection (2004)
- God Is Love: The Gospel Sessions 2 (2011)
- Born to Be Wild (2023)

## Opere
- (EN) Ann-Margret: My Story, Orion, 1994.

## Riconoscimenti
- Premio Oscar
  - 1972 – Candidatura alla miglior attrice non protagonista per Conoscenza carnale
  - 1976 – Candidatura alla miglior attrice non protagonista per Tommy
- Golden Globe
  - 1962 – Attrice più promettente per Angeli con la pistola
  - 1964 – Candidatura alla miglior attrice in un film commedia o musicale per Ciao, ciao Birdie
  - 1972 – Miglior attrice non protagonista in un film drammatico per Conoscenza carnale
  - 1976 – Miglior attrice non protagonista in un film drammatico per Tommy
  - 1978 – Candidatura alla miglior attrice non protagonista per Joseph Andrews
  - 1984 – Candidatura alla attrice non protagonista in un film drammatico per My children – I miei bambini
  - 1985 – Miglior attrice in una serie TV per A streetcar Named Desire
  - 1988 – Candidatura alla miglior attrice in una miniserie televisiva per The two Mrs. Grenvilles
  - 1994 – Candidatura alla miglior attrice per Queen
  - 1999 – Candidatura alla miglior performance per Life of party
- Emmy Award
  - 1983 – Candidatura alla miglior attrice in una miniserie TV per Children – I bambini
  - 1984 – Candidatura alla miglior attrice in un film TV per A streetcar Named Desire
  - 1987 – Candidatura alla miglior attrice in una serie televisiva per The two Mrs. Grenvilles
  - 1993 – Candidatura alla miglior attrice in una serie televisiva per Queen
  - 1999 – Candidatura alla miglior performance in Life of party
  - 2010 – Miglior guest star per Law & Order - Unità vittime speciali
- Walk of Fame
  - 1973 – Stella al 6501 Hollywood Blvd
- Guldbagge
  - 1976 – Candidatura alla miglior attrice non protagonista per Tommy
- Screen Actors Guild Awards
  - 1999 – Candidatura alla miglior attrice per Life of party
- Festival di Roma
  - 2019 – Premio d'oro alla carriera
- Razzie Award
  - 1993 – Candidatura alla peggior attrice per Life of the party
- Photoplay Award
  - 1965 – Donna più attraente

## Doppiatrici italiane
Nelle versioni in italiano dei suoi film, Ann-Margret è stata doppiata da:
- Vittoria Febbi in Viva Las Vegas, Mentre Adamo dorme, L'ultimo omicidio, Cincinnati Kid, La ragazza made in Paris, I 9 di Dryfork City, R.P.M. Rivoluzione per minuto, Funerale a Los Angeles, Pazzi borghesi, Prigioniero del passato, Due volte nella vita, 52 gioca o muori, Cambiar vita
- Maria Pia Di Meo in Angeli con la pistola, Rebus, That's Amore - Due improbabili seduttori, Ogni maledetta domenica - Any Given Sunday
- Fiorella Betti in Alla fiera per un marito, Ciao, ciao Birdie, Conoscenza carnale
- Lorenza Biella in Quel maledetto colpo al Rio Grande Express, Gli strilloni, New York Taxi
- Melina Martello in Pamela Churchill - Una vita tra uomini e politica, Ti odio ti lascio ti..., Insospettabili sospetti
- Ludovica Modugno in Il tigre, Il profeta
- Rossella Izzo in Due irresistibili brontoloni, Rossella
- Paila Pavese in L'ultimo abbraccio, Law & Order - Unità vittime speciali
- Serena Verdirosi in La gatta con la frusta
- Livia Giampalmo in Magic - Magia
- Angiolina Quinterno in Quel giardino di aranci fatti in casa
- Alba Cardilli in Tigre reale
- Pinella Dragani in Le due signore Grenville
- Anna Rita Pasanisi in Interstate 60
- Roberta Greganti in Santa Clause è nei guai
- Rita Baldini in Daddy Sitter
- Angiola Baggi in CSI - Scena del crimine
- Paola Del Bosco in Il metodo Kominsky
- Stefania Giuliani in Queen Bees